# Esclangon (månekrater)
Esclangon er et nedslagskrater på Månen. Det befinder sig på Månens forside og er opkaldt efter den franske astronom Ernest B. Esclangon (1876 – 1954).
Navnet blev officielt tildelt af den Internationale Astronomiske Union (IAU) i 1976. 
Før det blev omdøbt af IAU, hed dette krater "Macrobius L".

## Omgivelser
Esclangonkrateret ligger i det forrevne terræn nordvest for det fremtrædende Macrobiuskrater og øst for Sinus Amoris. Mod vest-sydvest ligger Hillkrateret. Lacus Bonitatis, "Guds sø", ligger øst og nordøst for Esclangon.

## Karakteristika
Esclangons indre er blevet oversvømmet, hvilket kun har efterladt en lav rand over overfladen. Denne rand er ikke helt cirkulær, men har udbulinger mod nordøst og nordvest, sandsynligvis som følge af, at mindre kratere er dannet efter nedslag i den. Kraterets bund er jævn og næsten uden særlige landskabstræk.